# Jouy (Eure-et-Loir)
Pour les articles homonymes, voir Jouy.
Jouy est une commune française située dans le département d'Eure-et-Loir en région Centre-Val de Loire. Ses habitants sont les Joviens et Joviennes.

## Géographie

### Situation
La commune est située à 12 km au nord-est de Chartres.

Situation géographique
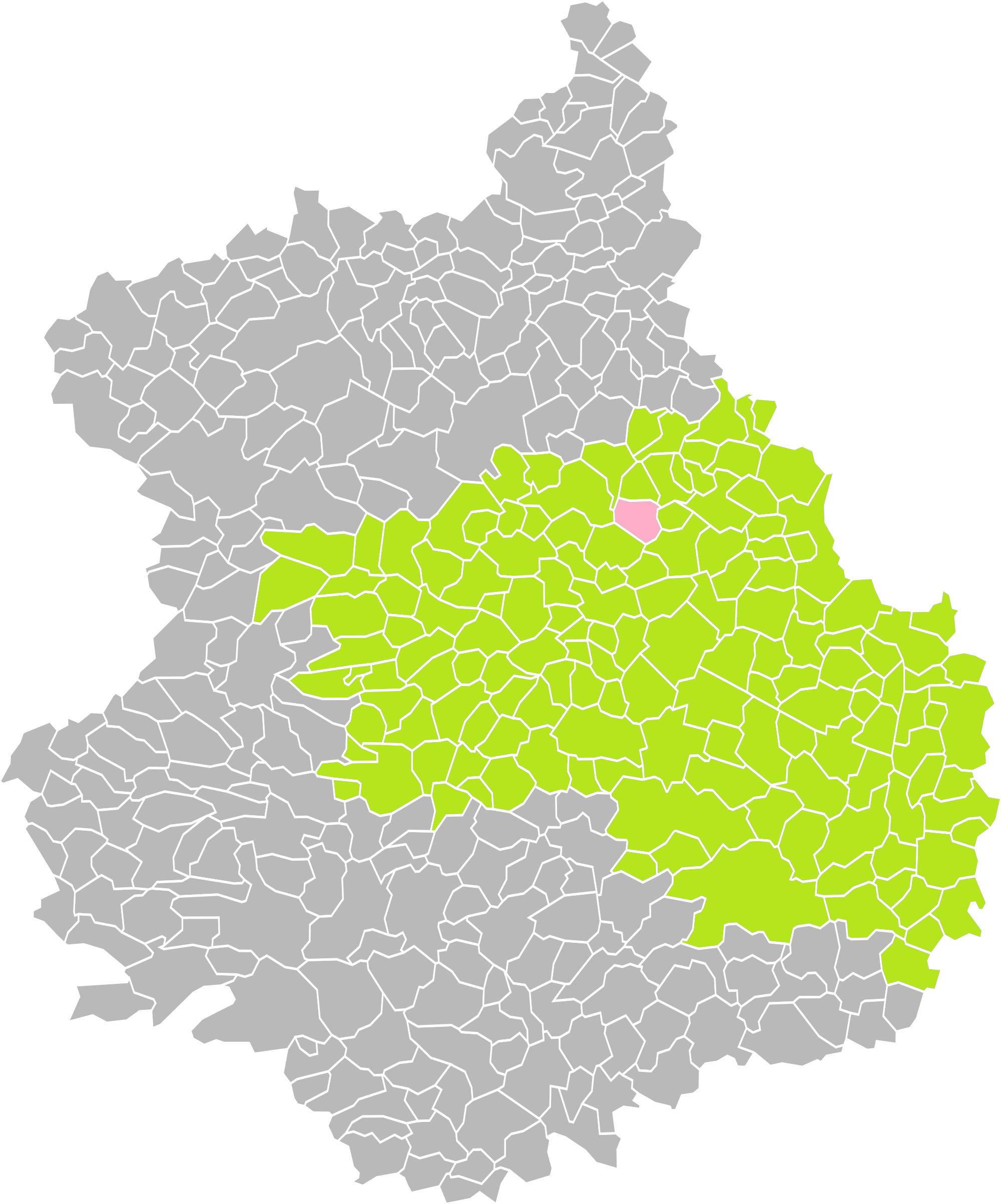
Jouy dans son arrondissement.
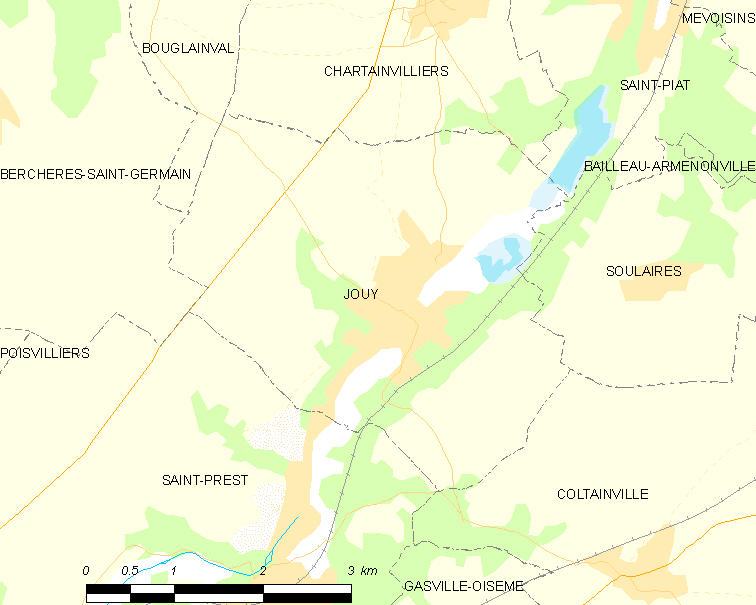
Carte du territoire de la commune de Jouy.

### Communes limitrophes
| Bouglainval             | Chartainvilliers | Saint-Piat   |
| Berchères-Saint-Germain | Jouy             | Soulaires    |
| Saint-Prest             |                  | Coltainville |

### Lieux-dits et écarts
- Les Moulins Neufs, la Dalonne, le Bout d'Anguy.

### Hydrographie
La rivière l'Eure, affluent en rive gauche du fleuve la Seine traverse la commune.

### Voies de communication et transports

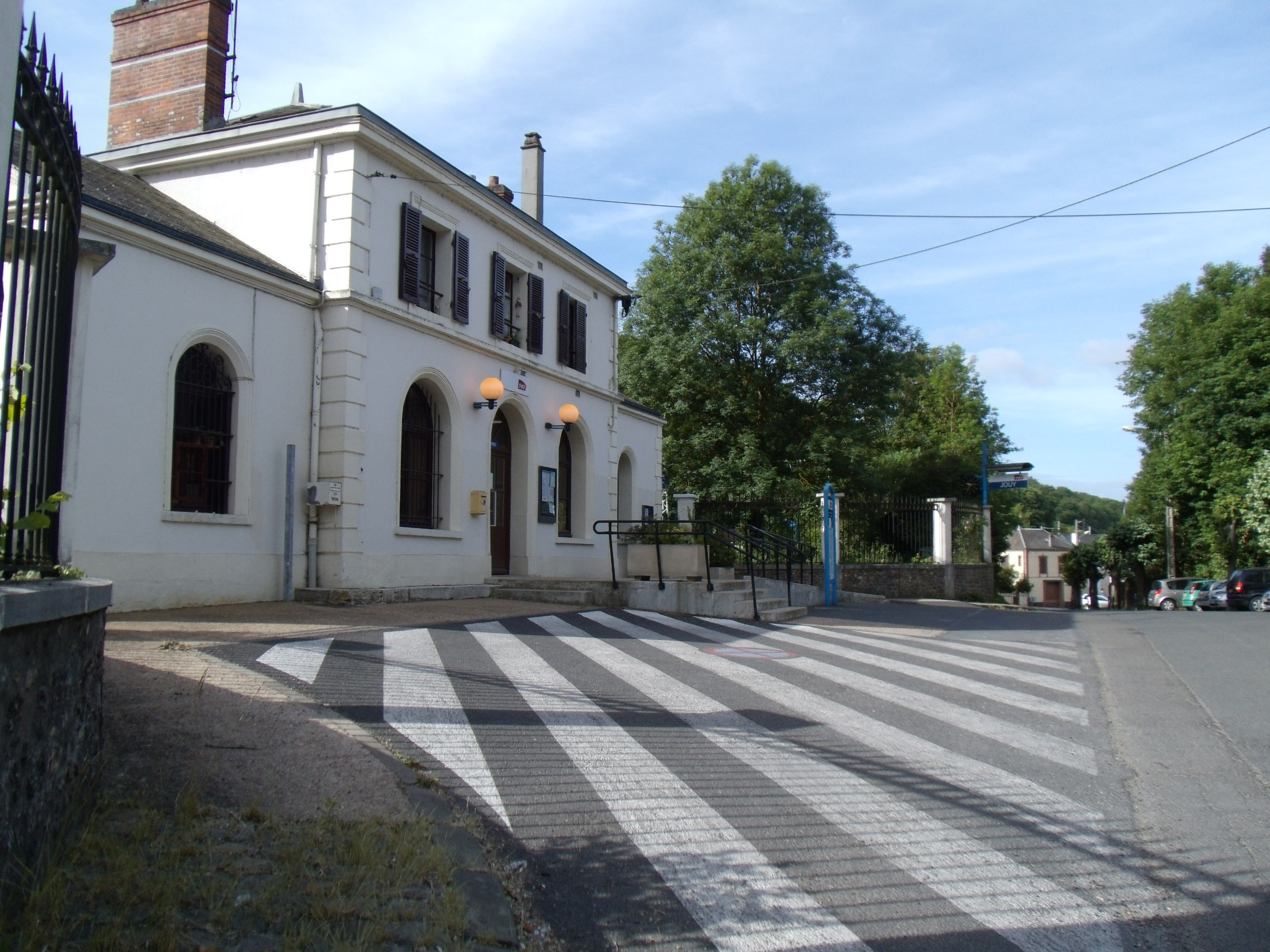
La gare.

La commune possède une gare SNCF sur la ligne de Paris-Montparnasse à Brest, qui la relie en une  heure et 5 minutes à la capitale.
Elle est également desservie par le Réseau de mobilité interurbaine (Rémi).

### Climat
Pour des articles plus généraux, voir Climat du Centre-Val de Loire et Climat d'Eure-et-Loir.
En 2010, le climat de la commune est de type climat océanique dégradé des plaines du Centre et du Nord, selon une étude du CNRS s'appuyant sur une série de données couvrant la période 1971-2000. En 2020, Météo-France publie une typologie des climats de la France métropolitaine dans laquelle la commune est exposée à un climat océanique altéré et est dans la région climatique Sud-ouest du bassin Parisien, caractérisée par une faible pluviométrie, notamment au printemps (120 à 150 mm) et un hiver froid (3,5 °C).
Pour la période 1971-2000, la température annuelle moyenne est de 10,7 °C, avec une amplitude thermique annuelle de 14,6 °C. Le cumul annuel moyen de précipitations est de 605 mm, avec 10,3 jours de précipitations en janvier et 7,8 jours en juillet. Pour la période 1991-2020, la température moyenne annuelle observée sur la station météorologique de Météo-France la plus proche, « Chartres », sur la commune de Champhol à 6 km à vol d'oiseau, est de 11,4 °C et le cumul annuel moyen de précipitations est de 606,1 mm,. Pour l'avenir, les paramètres climatiques de la commune estimés pour 2050 selon différents scénarios d'émission de gaz à effet de serre sont consultables sur un site dédié publié par Météo-France en novembre 2022.

## Urbanisme

### Typologie
Au 1er janvier 2024, Jouy est catégorisée ceinture urbaine, selon la nouvelle grille communale de densité à 7 niveaux définie par l'Insee en 2022.
Elle appartient à l'unité urbaine de Jouy, une agglomération intra-départementale dont elle est une commune de la banlieue,. Par ailleurs la commune fait partie de l'aire d'attraction de Chartres, dont elle est une commune de la couronne,. Cette aire, qui regroupe 117 communes, est catégorisée dans les aires de 50 000 à moins de 200 000 habitants,.

### Occupation des sols
L'occupation des sols de la commune, telle qu'elle ressort de la base de données européenne d’occupation biophysique des sols Corine Land Cover (CLC), est marquée par l'importance des territoires agricoles (72,9 % en 2018), en diminution par rapport à 1990 (74,5 %). La répartition détaillée en 2018 est la suivante : 
terres arables (67,4 %), forêts (12,9 %), zones urbanisées (11,6 %), prairies (5,5 %), eaux continentales (2,6 %). L'évolution de l’occupation des sols de la commune et de ses infrastructures peut être observée sur les différentes représentations cartographiques du territoire : la carte de Cassini (XVIIIe siècle), la carte d'état-major (1820-1866) et les cartes ou photos aériennes de l'IGN pour la période actuelle (1950 à aujourd'hui).

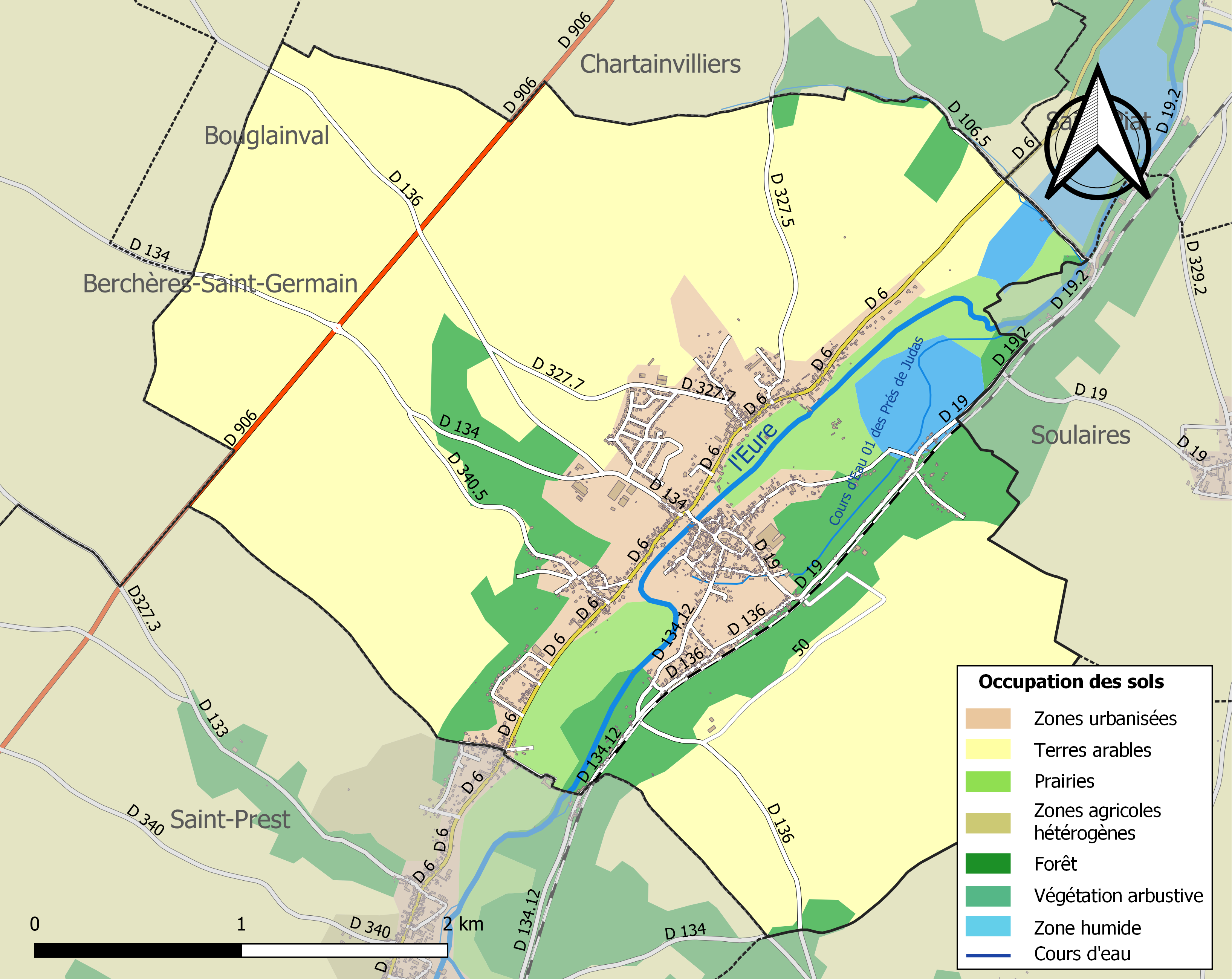
Carte des infrastructures et de l'occupation des sols de la commune en 2018 (CLC).

### Risques majeurs
Le territoire de la commune de Jouy est vulnérable à différents aléas naturels : météorologiques (tempête, orage, neige, grand froid, canicule ou sécheresse), inondations, mouvements de terrains et séisme (sismicité très faible). Il est également exposé à un risque technologique, le transport de matières dangereuses. Un site publié par le BRGM permet d'évaluer simplement et rapidement les risques d'un bien localisé soit par son adresse soit par le numéro de sa parcelle.

#### Risques naturels
Certaines parties du territoire communal sont susceptibles d’être affectées par le risque d’inondation par débordement de cours d'eau et par ruissellement et coulée de boue, notamment l'Eure. La commune a été reconnue en état de catastrophe naturelle au titre des dommages causés par les inondations et coulées de boue survenues en 1995, 1997, 1999, 2001 et 2018,.

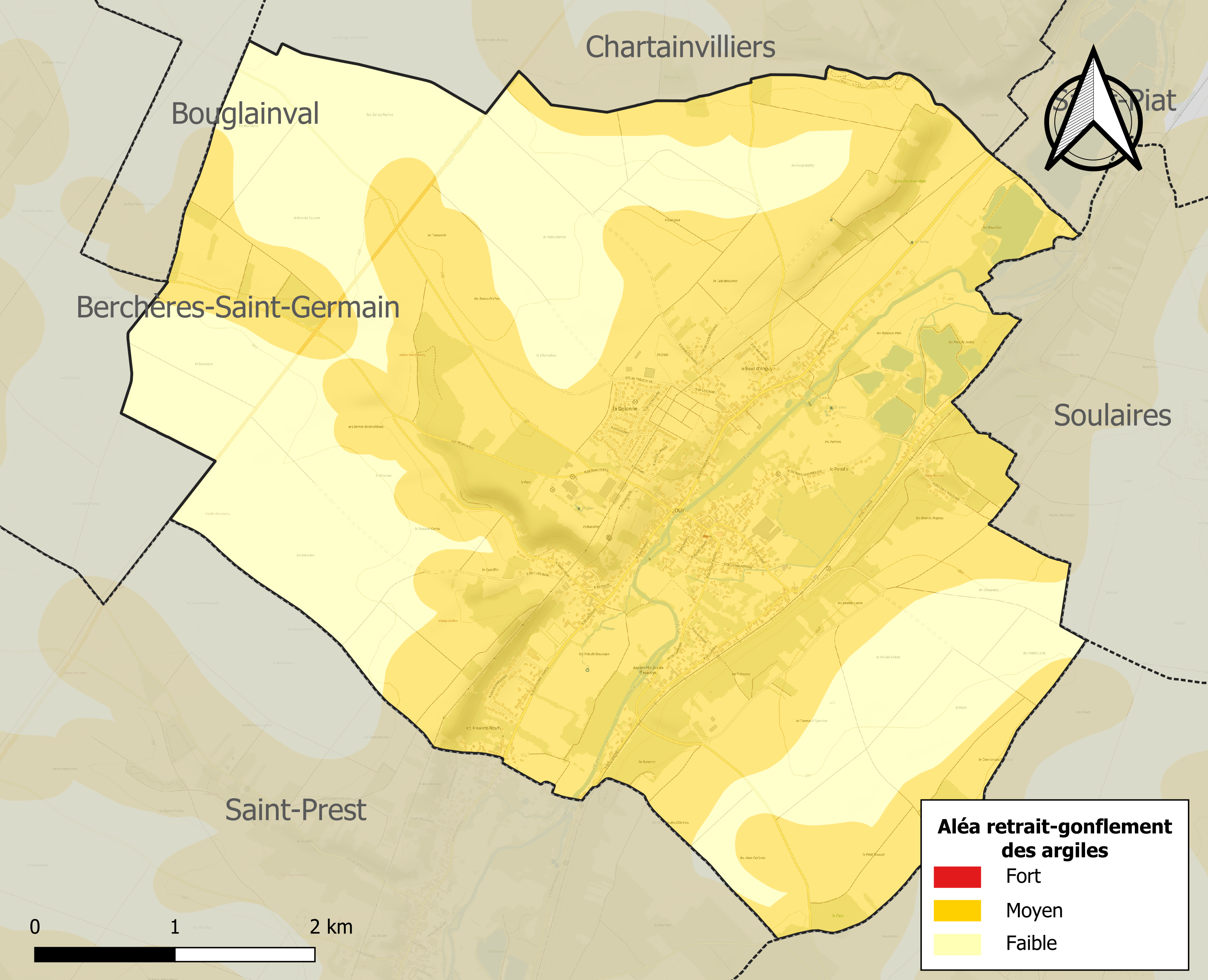
Carte des zones d'aléa retrait-gonflement des sols argileux de Jouy.

Les mouvements de terrains susceptibles de se produire sur la commune sont des affaissements et effondrements liés aux cavités souterraines. L'inventaire national des cavités souterraines permet de localiser celles situées sur la commune.
Le retrait-gonflement des sols argileux est susceptible d'engendrer des dommages importants aux bâtiments en cas d’alternance de périodes de sécheresse et de pluie. 66,7 % de la superficie communale est en aléa moyen ou fort (52,8 % au niveau départemental et 48,5 % au niveau national). Sur les 878 bâtiments dénombrés sur la commune en 2019, 878 sont en aléa moyen ou fort, soit 100 %, à comparer aux 70 % au niveau départemental et 54 % au niveau national. Une cartographie de l'exposition du territoire national au retrait gonflement des sols argileux est disponible sur le site du BRGM,.
Concernant les mouvements de terrains, la commune a été reconnue en état de catastrophe naturelle au titre des dommages causés par des mouvements de terrain en 1999.

#### Risques technologiques
Le risque de transport de matières dangereuses sur la commune est lié à sa traversée par des infrastructures routières ou ferroviaires importantes ou la présence d'une canalisation de transport d'hydrocarbures. Un accident se produisant sur de telles infrastructures est en effet susceptible d’avoir des effets graves au bâti ou aux personnes jusqu’à 350 m, selon la nature du matériau transporté. Des dispositions d’urbanisme peuvent être préconisées en conséquence.

## Toponymie
Jouy est mentionnée sous la forme latinisée Gaugiacum au Moyen Âge. *Gaudiacum est un archétype toponymique commun au nord de la France qui a donné Gouy (normanno-picarde), Joué (forme de l'ouest) et Jouy (forme du français central). Il se compose de Gaudius (latin gaudium, gaudia > joie) nom de personne chrétien et du suffixe de propriété -acum.

## Histoire

### Époque contemporaine

#### XIXesiècle
Le 21 octobre 1870 durant la guerre franco-allemande eut lieu un engagement entre la garde nationale sédentaire de Jouy et les troupes prussiennes. Le lieutenant Jean Paul Auguste Moïse Glin-Hochereau, pris les armes à la main, fut fusillé.

Plaques du Souvenir français sur le fronton de la mairie
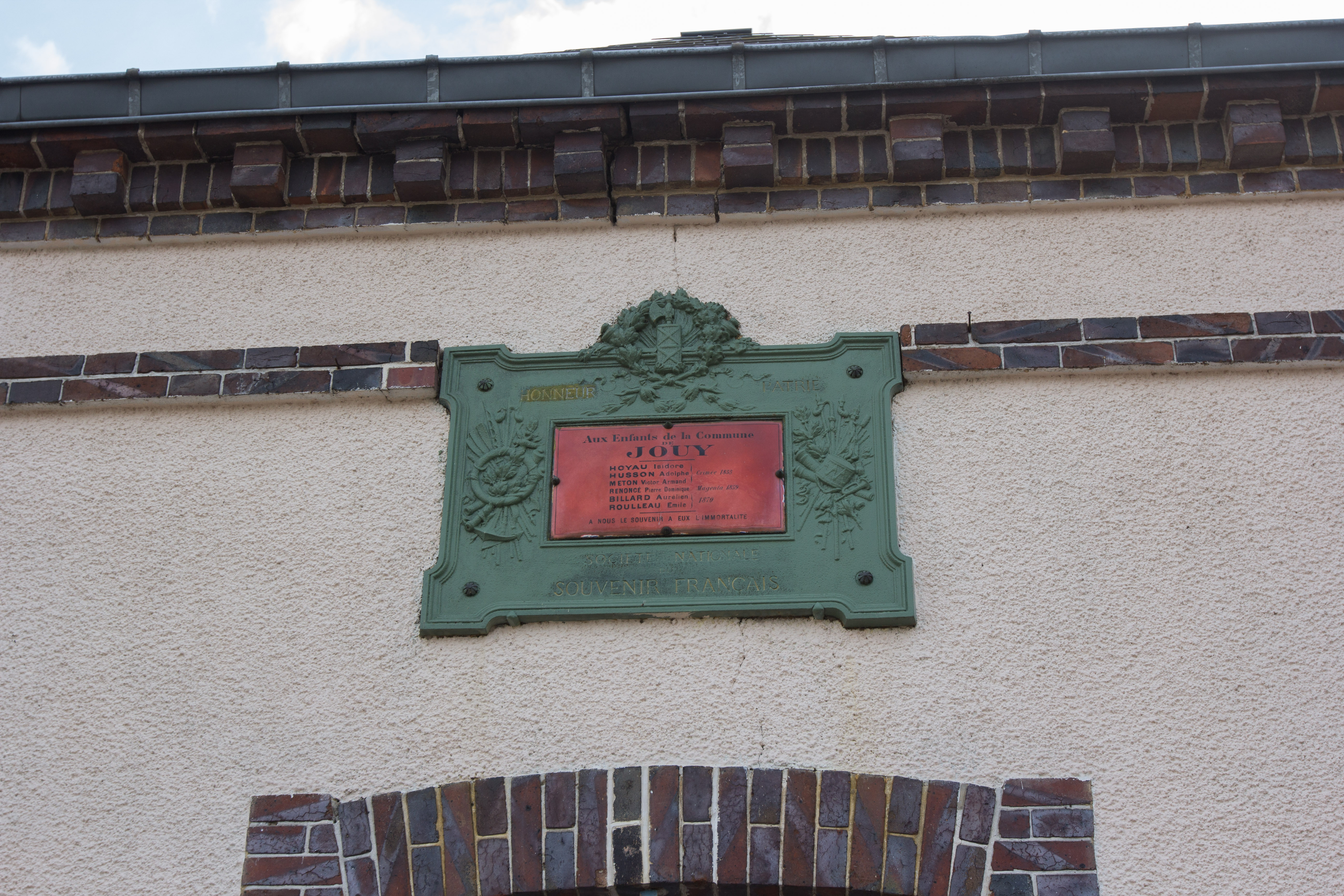
Aux enfants de la commune de Jouy, Crimée 1855, Magenta 1859, 1870
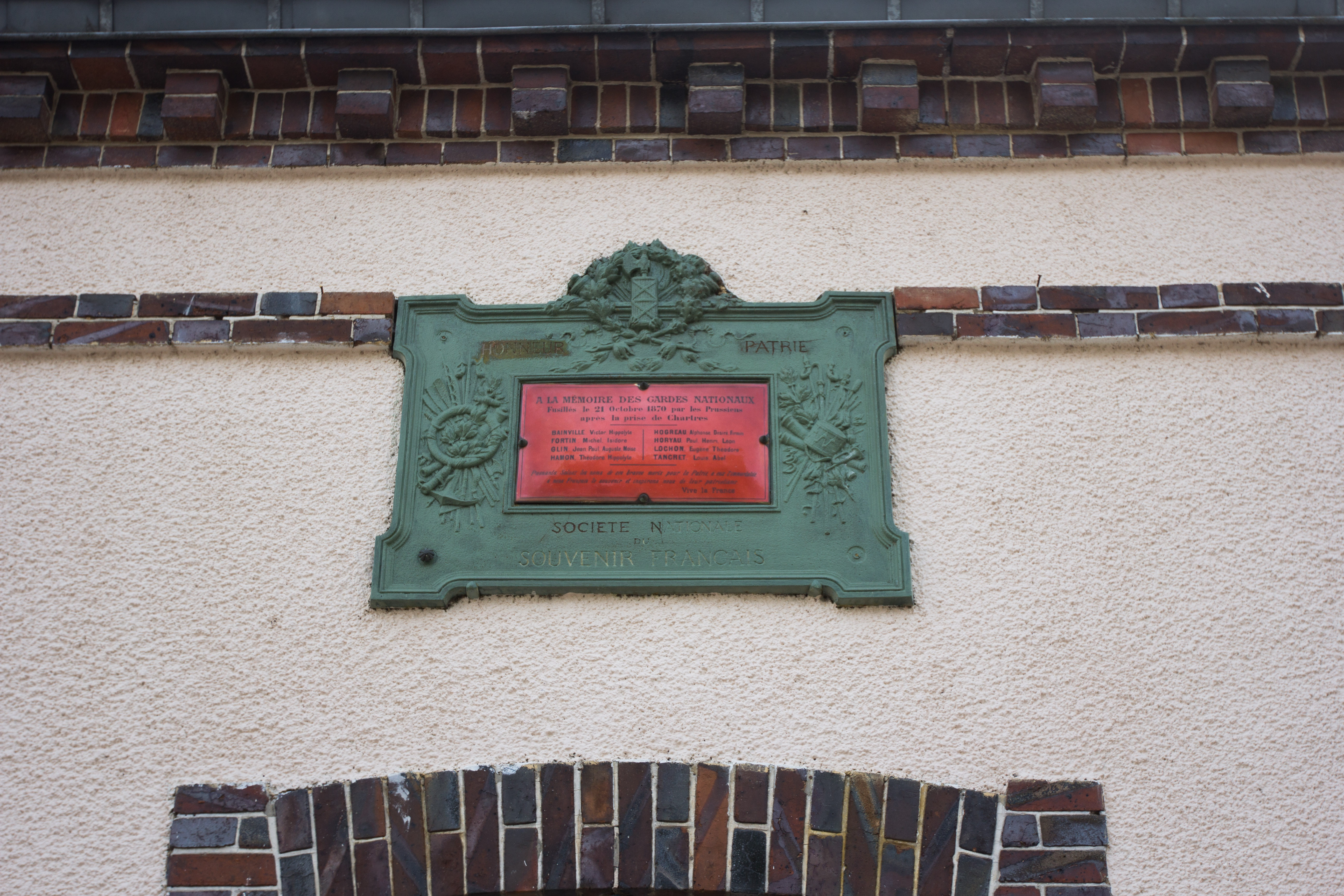
À la mémoire des Gardes nationaux fusillés le 21 octobre 1870.

## Politique et administration

### Liste des maires
| Période                                  | Période  | Identité                 | Étiquette | Qualité                                                                                  |
| ---------------------------------------- | -------- | ------------------------ | --------- | ---------------------------------------------------------------------------------------- |
| Les données manquantes sont à compléter. |          |                          |           |                                                                                          |
| mars 2001                                | En cours | Christian Paul-Loubière, |           | Cadre de la fonction publique, ancien suppléant du député Jean-Pierre Gorges (2002-2007) |

## Population et société

### Démographie
L'évolution du nombre d'habitants est connue à travers les recensements de la population effectués dans la commune depuis 1793. Pour les communes de moins de 10 000 habitants, une enquête de recensement portant sur toute la population est réalisée tous les cinq ans, les populations de référence des années intermédiaires étant quant à elles estimées par interpolation ou extrapolation. Pour la commune, le premier recensement exhaustif entrant dans le cadre du nouveau dispositif a été réalisé en 2006.

En 2022, la commune comptait 1 989 habitants, en évolution de +2,26 % par rapport à 2016 (Eure-et-Loir : −0,23 %, France hors Mayotte : +2,11 %).
| 1793 | 1800 | 1806  | 1821  | 1831  | 1836  | 1841  | 1846  | 1851  |
| ---- | ---- | ----- | ----- | ----- | ----- | ----- | ----- | ----- |
| 907  | 814  | 1 012 | 1 081 | 1 118 | 1 120 | 1 112 | 1 100 | 1 068 |

| 1856 | 1861  | 1866  | 1872 | 1876 | 1881 | 1886 | 1891 | 1896 |
| ---- | ----- | ----- | ---- | ---- | ---- | ---- | ---- | ---- |
| 984  | 1 000 | 1 013 | 938  | 981  | 934  | 880  | 865  | 930  |

| 1901 | 1906 | 1911 | 1921 | 1926 | 1931 | 1936 | 1946  | 1954  |
| ---- | ---- | ---- | ---- | ---- | ---- | ---- | ----- | ----- |
| 915  | 867  | 856  | 865  | 866  | 940  | 965  | 1 038 | 1 006 |

| 1962  | 1968  | 1975  | 1982  | 1990  | 1999  | 2006  | 2011  | 2016  |
| ----- | ----- | ----- | ----- | ----- | ----- | ----- | ----- | ----- |
| 1 070 | 1 141 | 1 286 | 1 608 | 1 755 | 1 810 | 1 888 | 1 926 | 1 945 |

| 2021  | 2022  | - | - | - | - | - | - | - |
| ----- | ----- | - | - | - | - | - | - | - |
| 1 979 | 1 989 | - | - | - | - | - | - | - |

## Économie
Le village possède plusieurs commerces, médecins et entreprises.

## Culture locale et patrimoine

### Lieux et monuments

#### L'église Saint-Cyr-et-Sainte-Julitte
La plus grande partie de l'église fut rebâtie fin XIIe siècle - début XIIIe siècle. Les ouvrages inférieurs du clocher inachevé semblent dater fin XVe siècle. La charpente lambrissée put être exécutée fin XVIe siècle, après l'incendie qui aurait été dû aux guerres de Religion. Son portail à chapiteaux à feuillages est du début du XIIIe siècle.
L'église paroissiale Saint-Cyr-et-Sainte-Julitte doit son nom à saint Cyr et à sa mère sainte Julitte, deux martyrs chrétiens du IVe siècle.
L’église est classée monument historique par l'arrêté du 30 décembre 1913.

L'église Saint-Cyr-et-Sainte-Julitte
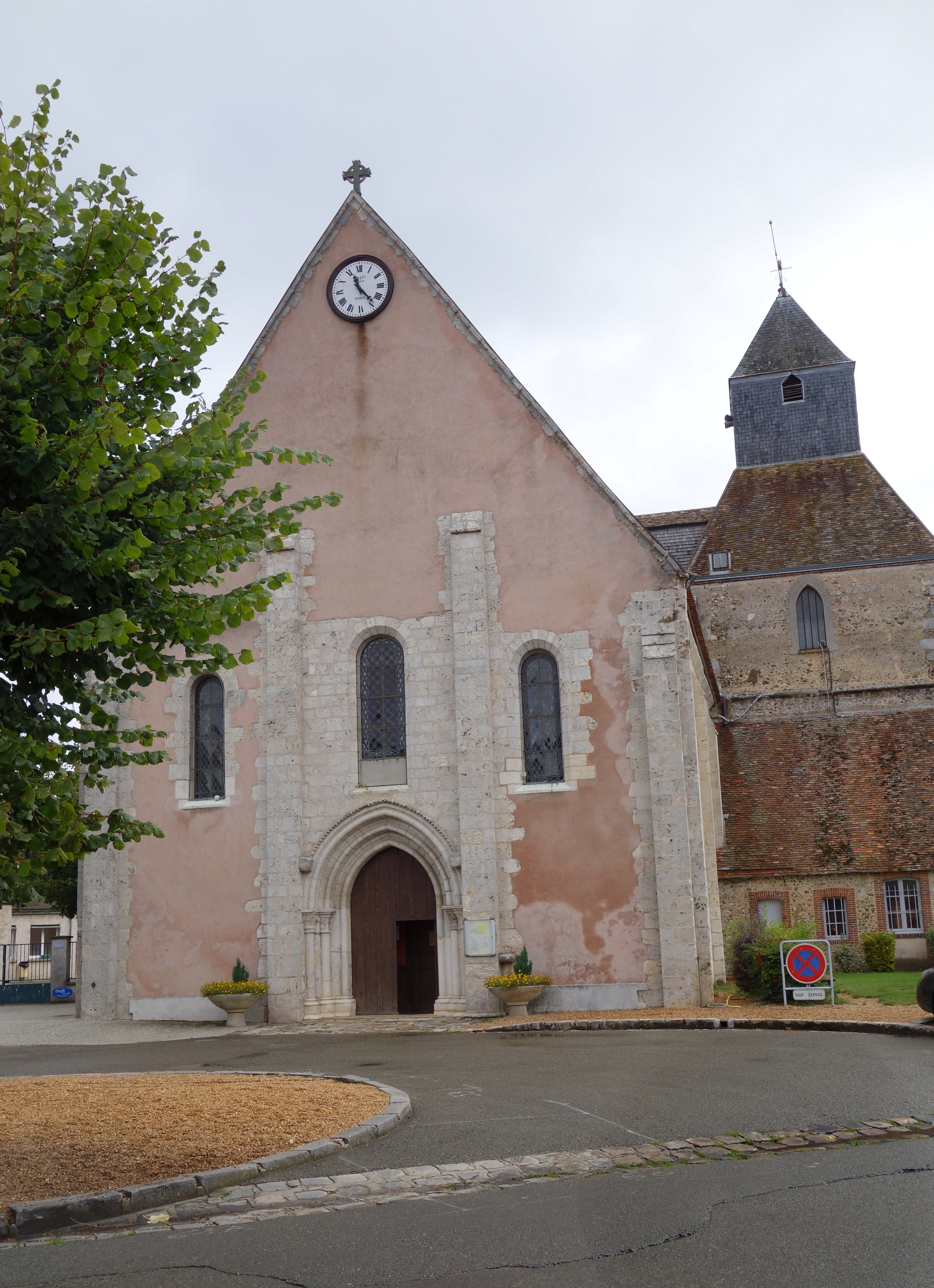
Façade ouest.
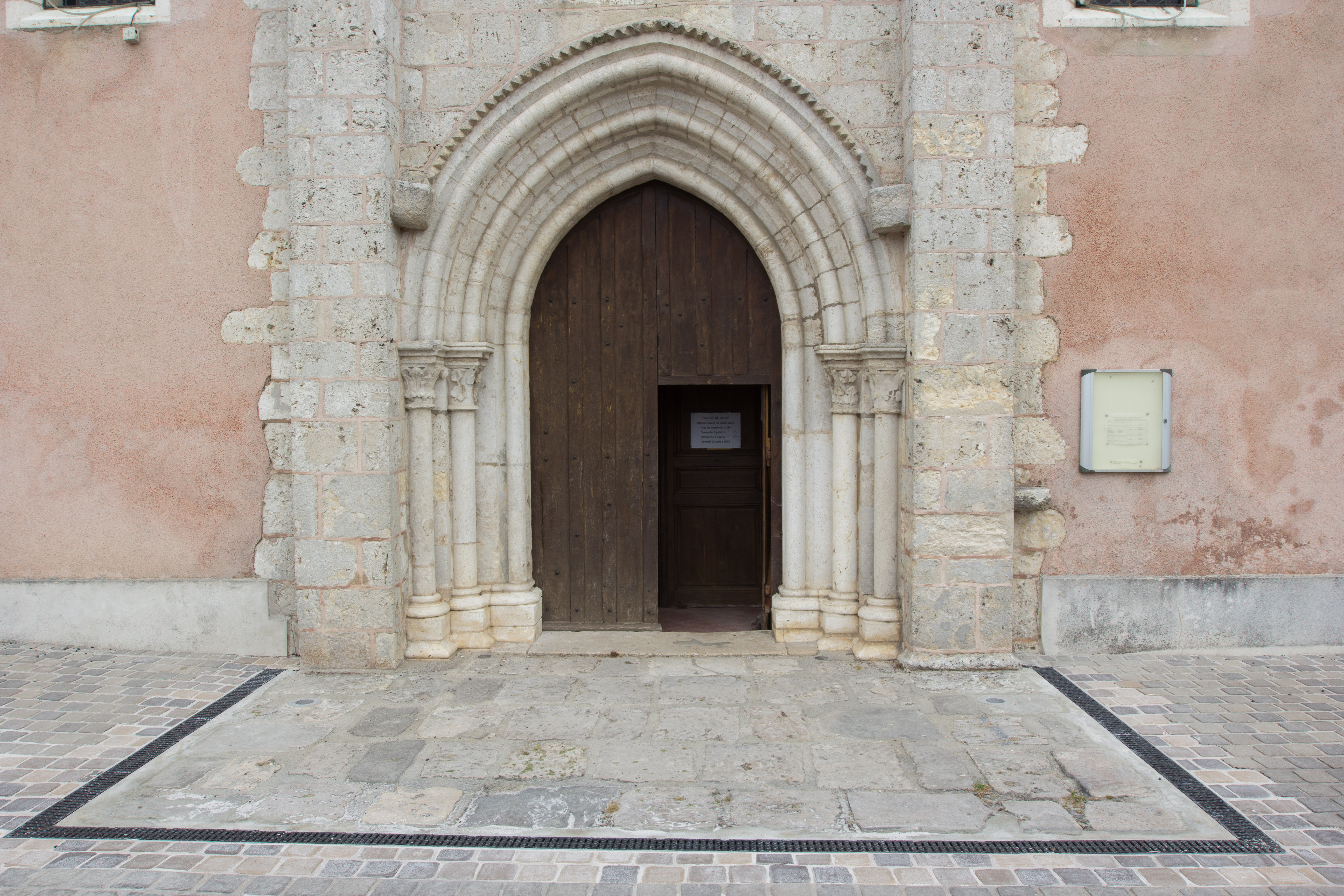
Portail ouest.
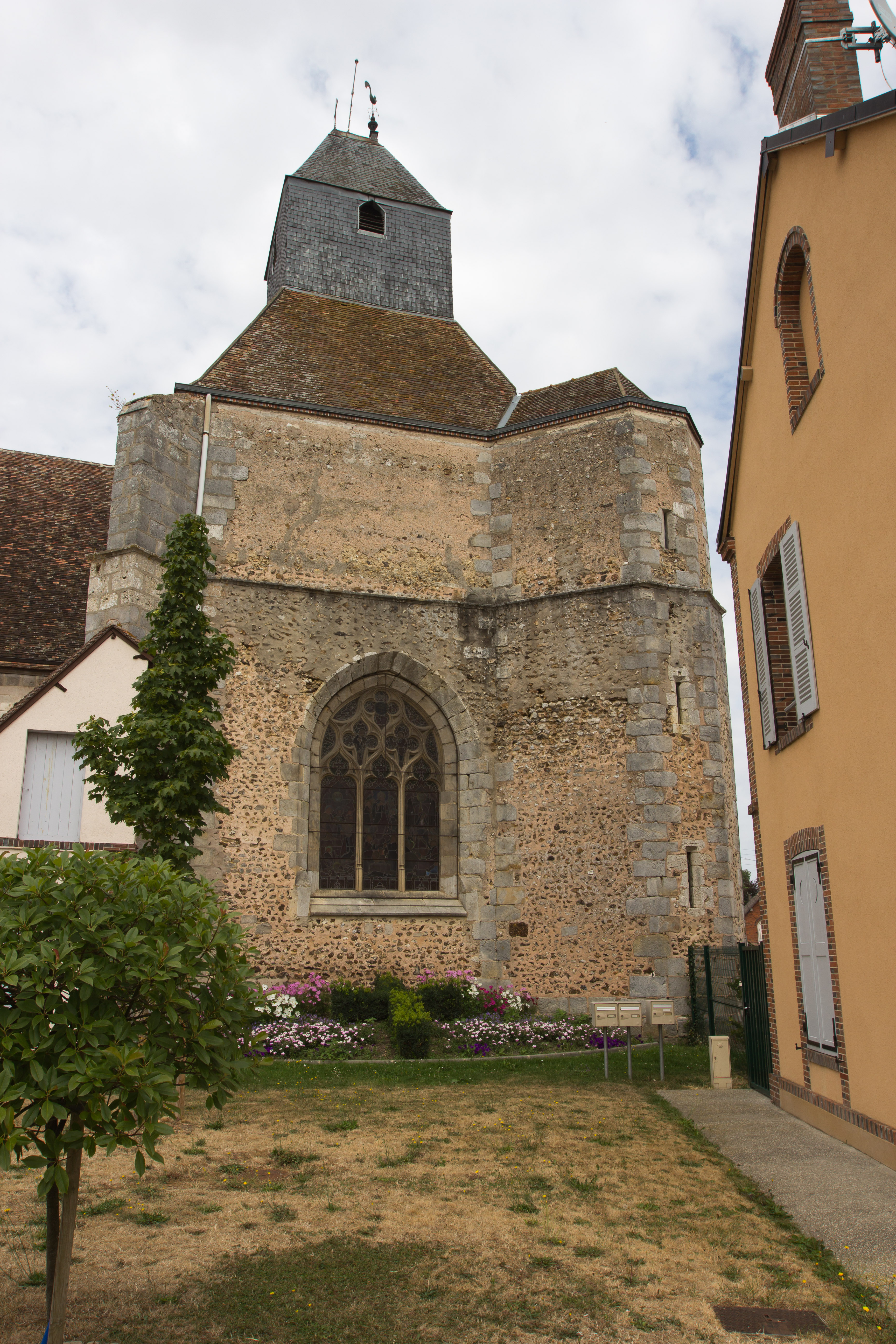
Tour-clocher.
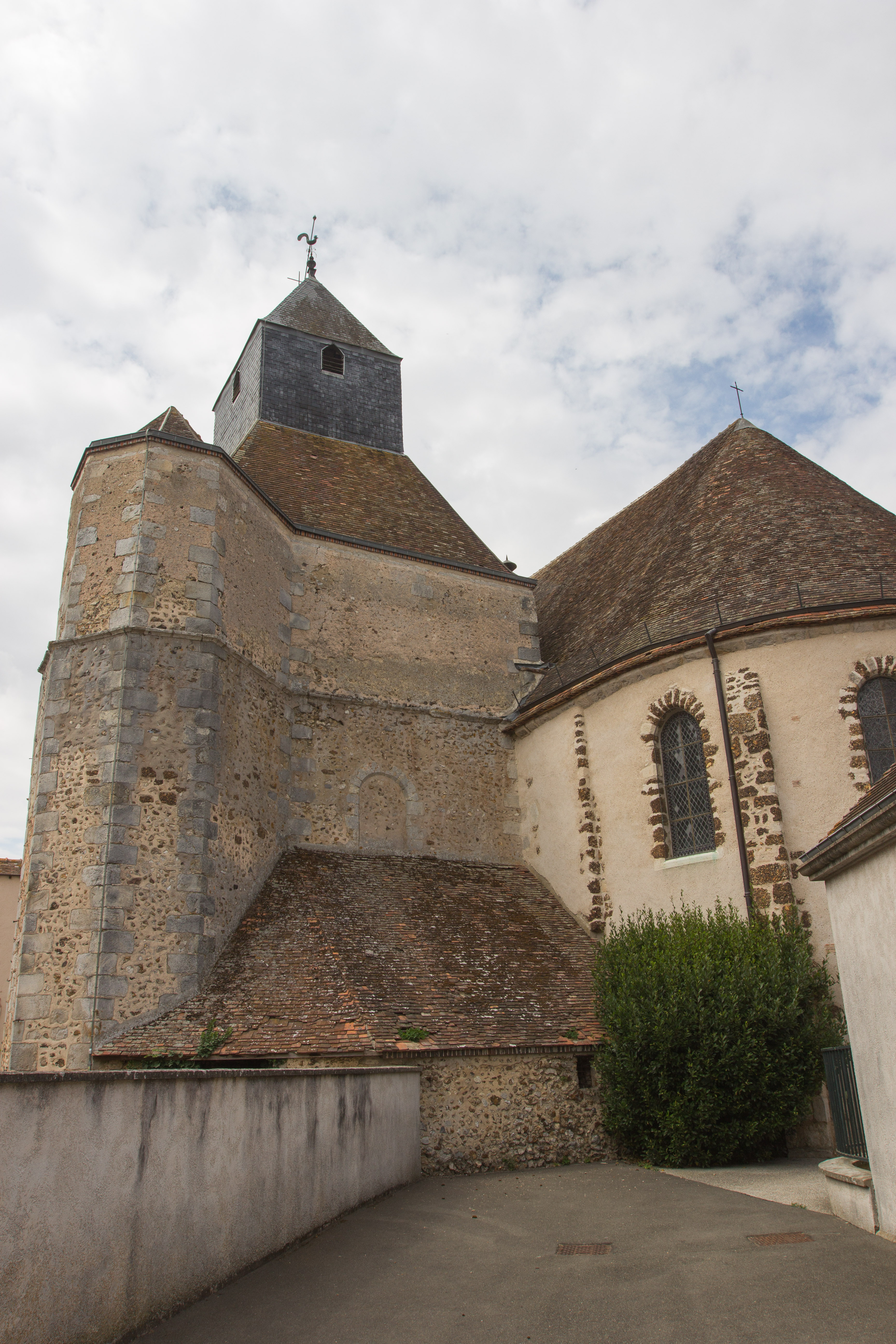
Tour-clocher et abside.
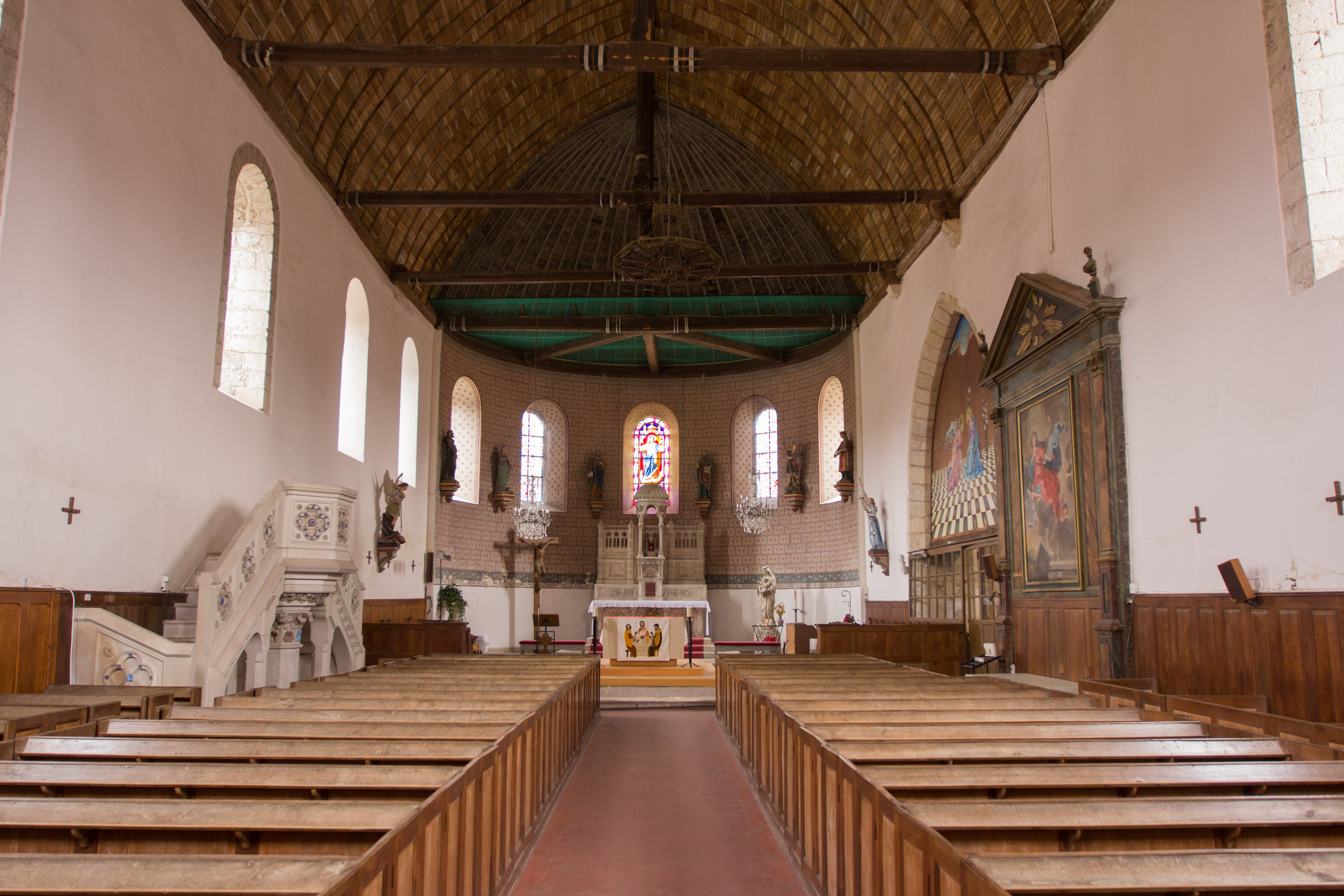
Nef et chœur de l'église.
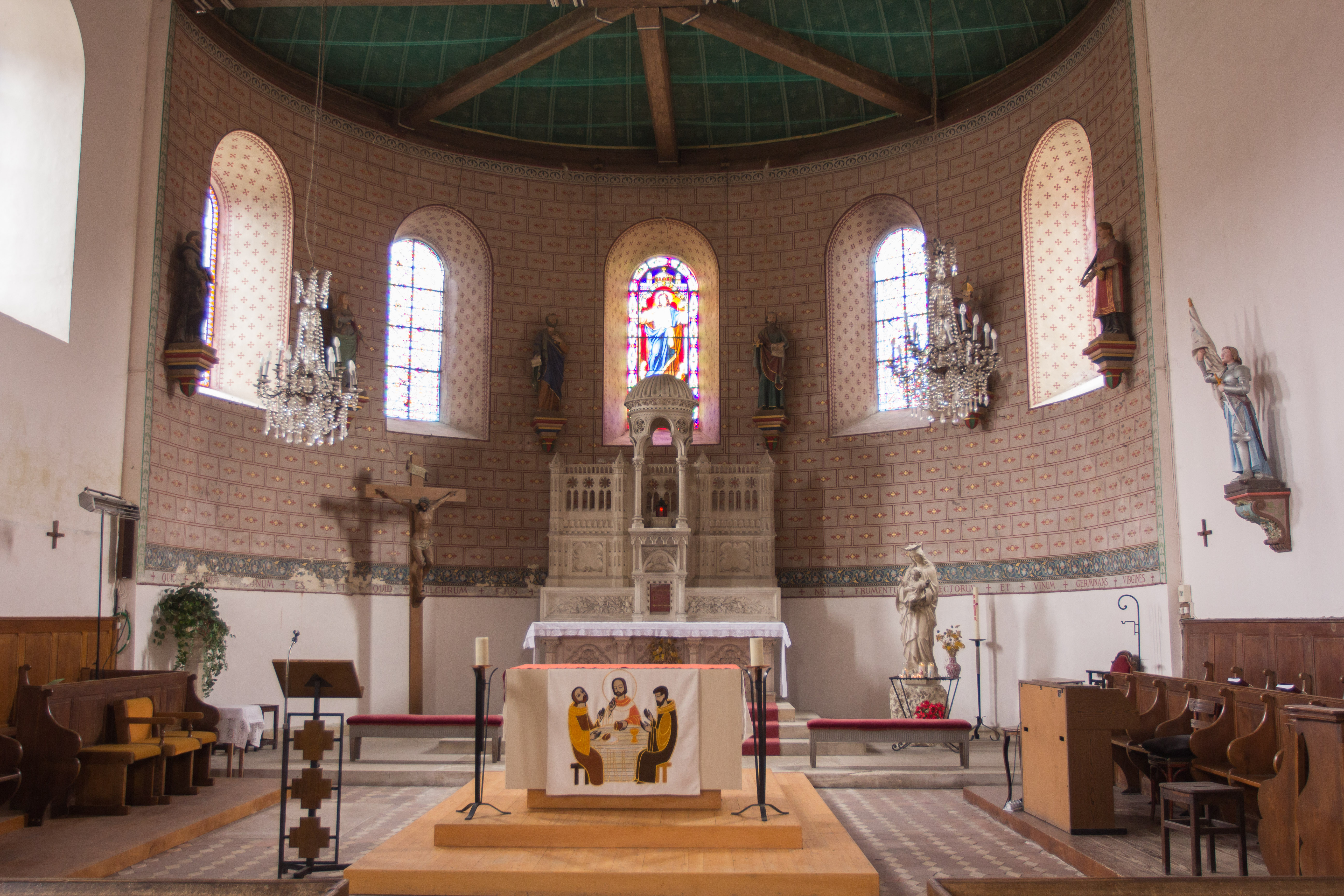
Chœur.
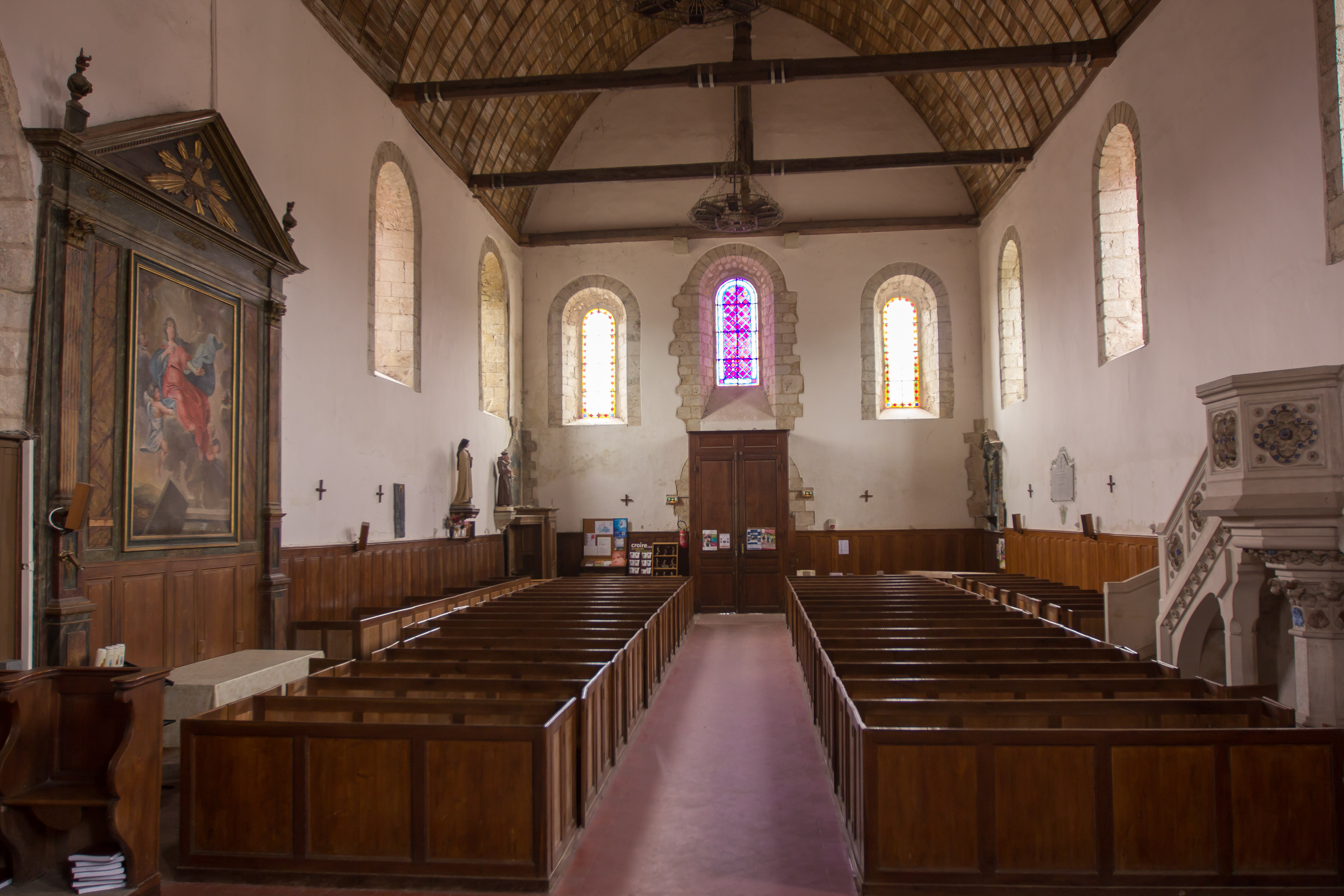
Nef, vue du chœur.
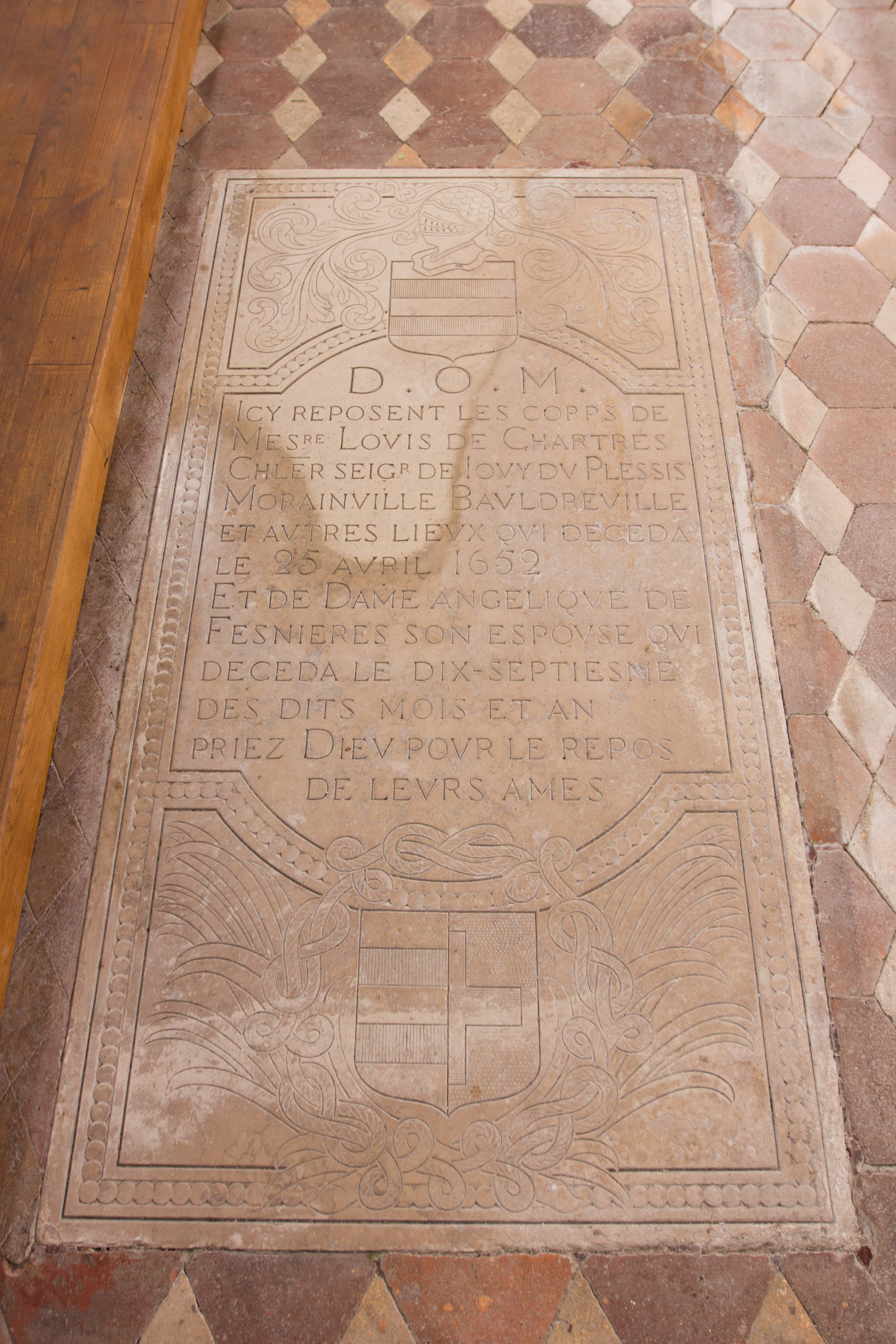
Dalle funéraire.
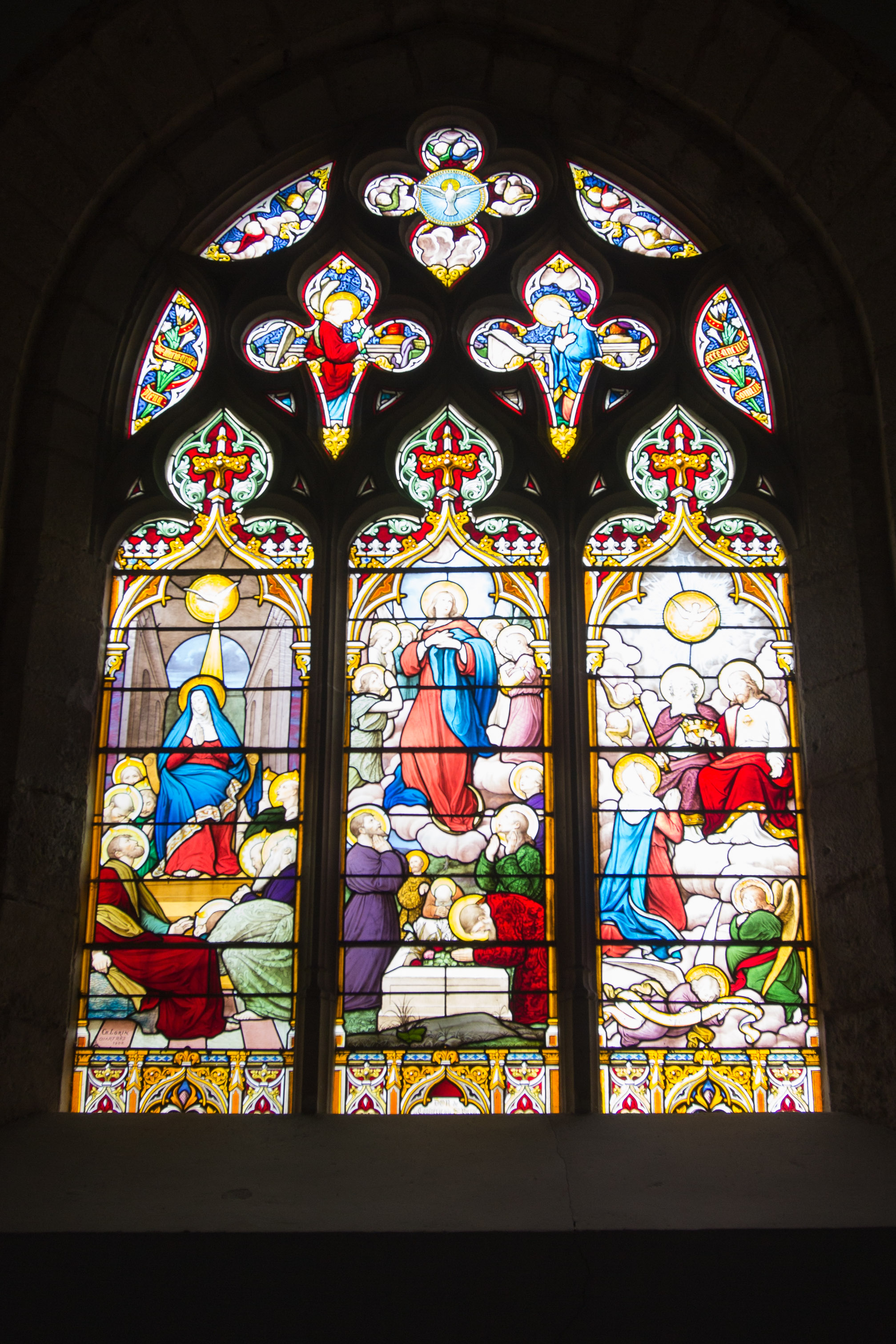
Vitrail signé Charles Lorin.

### Personnalités liées à la commune
- Anthoine Hubert (1996-2019), pilote automobile français résidant à Jouy[29] ;
- Jean-Louis Aubert (1955-), artiste français résidant à Jouy depuis 2012[30] ;
- Dominique Lefebvre, président de Crédit agricole SA, né en 1961 dans la commune.